# Pella (Cap-du-Nord)
Pour les articles homonymes, voir Pella.

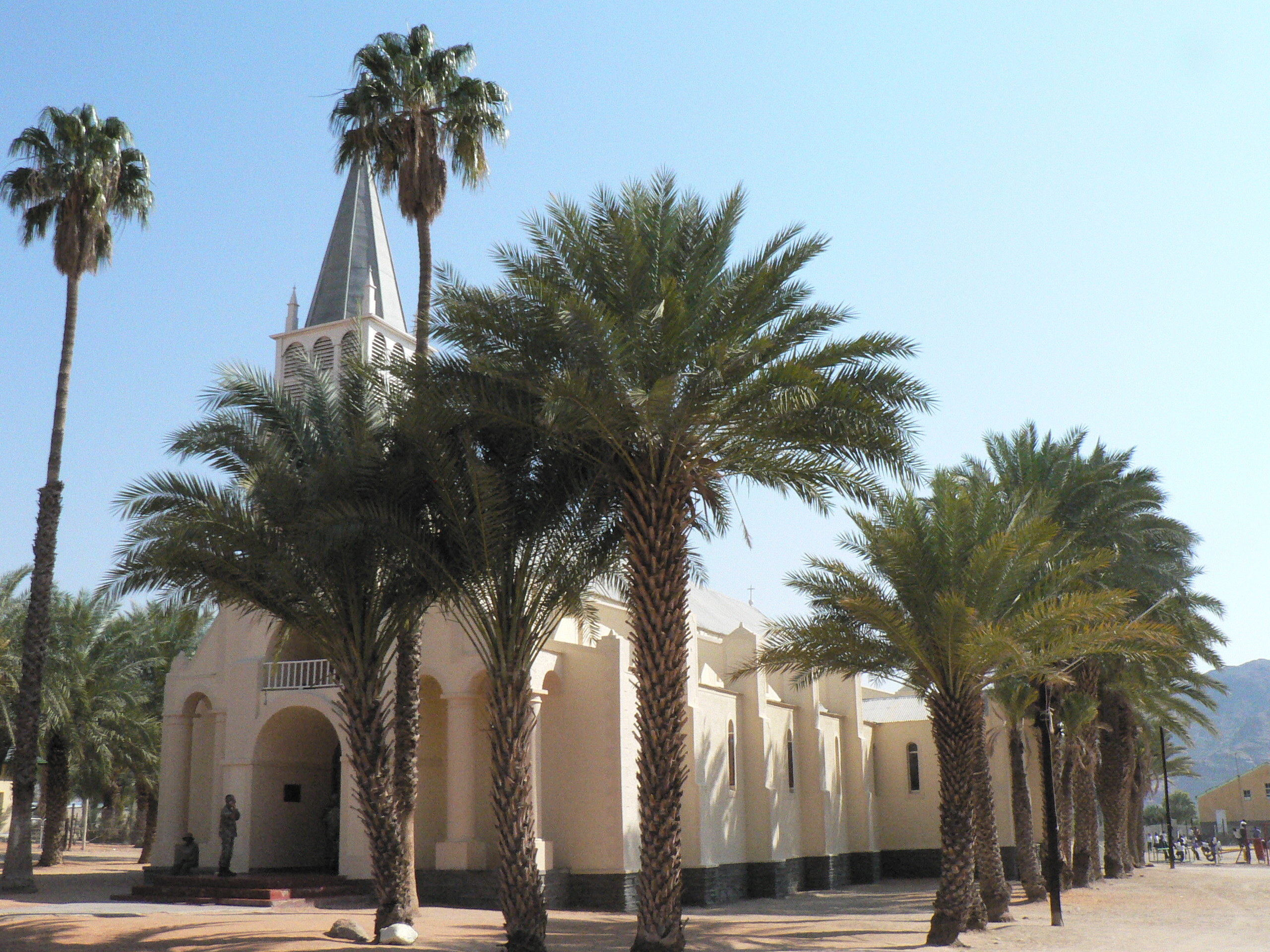
Cathédrale de Pella

Pella est une oasis du Namakwa (Bushmanland) dans le Nord de la province du Cap en Afrique du Sud. Auparavant connue sous le nom Cammas Fonteyn, la source a été utilisée par un établissement voisin du peuple San. En 1776, un fermier sud-africain d'origine néerlandaise du nom de Coenraad Feijt s'y installa et vécut en harmonie avec les San malgré le penchant de ces derniers pour le vol du bétail des fermiers néerlandais dans le Hantam. À proximité d'une ferme appelée Aggeneys se situe le site de l'exploitation minière moderne de la ville qui porte ce nom.

## Établissement de la mission
En 1814, un missionnaire nommé Christian Albrecht s'installe avec sa communauté à Cammas Fonteyn, fuyant la Namibie, où le chef Orlam,  Jager Afrikaner, les persécutait. Il fonde une mission et la nomme Pella d'après le nom de l'ancienne ville romaine devenue un refuge pour les chrétiens persécutés. John Campbell, Heinrich Schmelen et Robert Moffat sont les premiers missionnaires qui se rendent à Pella pendant ces premières années.
La présence de la London Missionary Society (LMS) à Pella est intermittente et la mission est abandonnée à de nombreuses reprises. En grande partie à cause des très dures conditions du désert, mais aussi à cause du meurtre d'un des prêtres par les San. Les Basters et les San continuent à occuper l'oasis.
Un voyageur égaré, George Thompson, arrive à Pella en 1824. Originaire du Cap, il constate que la mission est abandonnée.
En 1855, un arpenteur-géomètre nommé Moffat (à ne pas confondre avec divers missionnaires du même nom) déclare avoir trouvé un certain François Gabriel installé dans la mission abandonnée. Gabriel est un Français marié à une Baster. Il a par la suite déménagé à Namaqualand vers l'ouest.
Le géologue Edward John Dunn trouve Pella à nouveau abandonnée en septembre 1871. Il signale, autour de l'oasis, les restes carbonisés et les ossements blanchis de bovins pillés par les San du Hantam. Les San, chasseurs-cueilleurs, pillaient le bétail des éleveurs et étaient chassés comme des animaux sauvages par les Hollandais, les agriculteurs, les Basters et les Khoïkhoïs.

## Construction de l'église

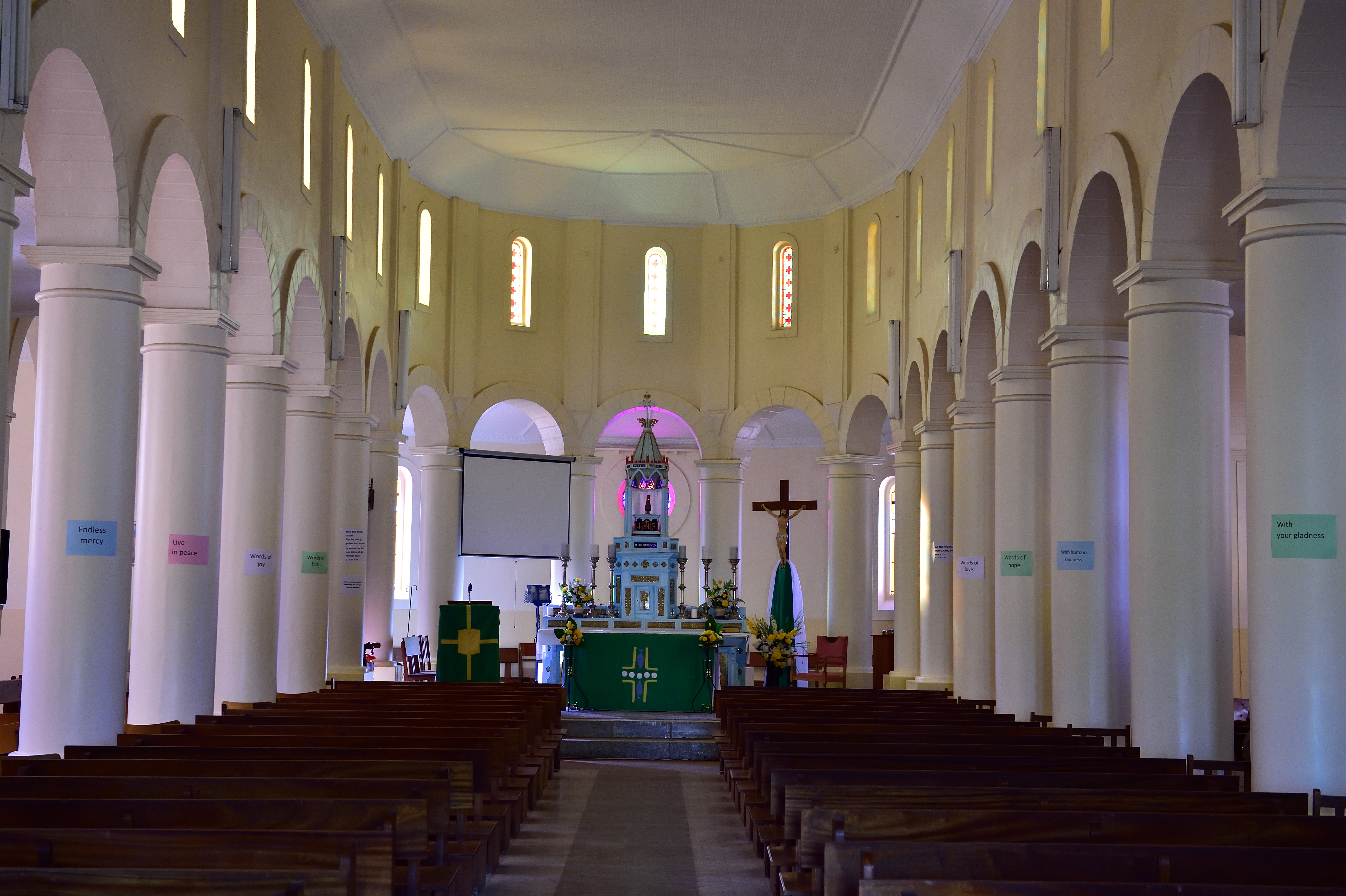
Intérieur de l'église.

En 1872, la sécheresse chasse à nouveau la London Missionary Society de Pella. La mission permanente est abandonnée. Elle est réoccupée en 1878, lorsque le père Godelle, un missionnaire catholique de la Congrégation du Saint-Esprit, s'établit à Pella, sans pouvoir résister longtemps à la chaleur intense et aux privations. Il retourne en France.
Ayant entendu parler de l'épreuve du père Godelle, un jeune prêtre de 23 ans, le père J.M. Simon des Oblats de Saint François de Sales se porte volontaire pour Pella. Il y arrive en 1882. Il se lie d'amitié avec les San, naturellement méfiants envers les étrangers. Après deux années d'efforts, d'autres prêtres français rejoignent le père Simon, mais la chaleur et la solitude les chassent tous jusqu'à l'arrivée du frère Léon Loup en 1885, qui reste avec le père Simon plus de cinquante ans au service de la communauté de Pella.
Après avoir créé jardins et cultures, ils entreprennent de bâtir une église. La tâche leur prend sept ans. Sans plan, ils conçoivent l'église à partir d'une image dans un livre, avec ses arcs-boutants. Les briques sont fabriquées à 9 kilomètres de là, au bord du fleuve Orange. Le calcaire est transporté par chariot à bœufs sur 160 km et mélangé à l'eau de l'oasis. Sans expérience de la construction, ils apprennent le métier en construisant l'église. Seul l'autel est importé. Le fer forgé de l'escalier est réalisé par les deux prêtres de Pella. L'église est consacrée en 1895 par Mgr Rooney, évêque du Cap.
À la fin du siècle, le père Simon est nommé évêque et premier vicaire apostolique de la région du fleuve Orange. Frère Loup est ordonné prêtre après de nombreuses années de service. En 1932, Mgr Simon fête le cinquantième anniversaire de son arrivée. La célébration est trop longue pour Mgr Simon, qui meurt et est enterré dans l'église qu'il a bâtie. Le Père Loup meurt en 1947 à l'âge de quatre-vingt-un ans. Il est également inhumé dans l'église.

## Aujourd'hui
L'oasis de Pella n'est qu'à quelques kilomètres au sud du fleuve Orange, qui coule vers l'océan Atlantique à l'ouest. Elle est située au pied de montagnes arides. Cette région désertique est riche en pierres semi-précieuses telles que la malachite, le jaspe et le quartz rose.
La cathédrale est entourée des palmiers dattiers aux fruits savoureux qui sont laissés, comme le terrain pendant plusieurs années consécutives. L'établissement actuel se compose essentiellement de descendants de la mission installés au XIXe siècle. Ils sont en grande partie sans emploi.
Comme souvent dans les déserts, des pluies torrentielles peuvent entraîner des inondations. En 1984, elles ont causé des dégâts considérables à l'église. Un certain nombre de piliers se sont effondrés et le bâtiment a été en péril. Mais une compagnie minière locale a aidé à sa restauration. Le niveau de l'inondation est visible sur les murs.